# Endre Molnár
Pour les articles homonymes, voir Molnár.
Dans le nom hongrois Molnár Endre, le nom de famille précède le prénom, mais cet article utilise l’ordre habituel en français Endre Molnár, où le prénom précède le nom.
Endre Molnár, né le 23 juillet 1945 à Gheorgheni, est un joueur de water-polo hongrois. 
Joueur de l'équipe de Hongrie de water-polo masculin, il est champion olympique aux Jeux olympiques d'été de 1976, médaillé d'argent olympique en 1972 et médaillé de bronze olympique en 1968 et en 1980. 